# Carlene Sluberski
Carlene Sluberski (ur. 10 marca 1991) – amerykańska zapaśniczka polskiego pochodzenia walcząca w stylu wolnym. Srebrna medalistka mistrzostw panamerykańskich w 2015.
Trzynasta na MŚ juniorów w 2013 roku. Zawodniczka Brock University.